# Odissea sulla Terra
Odissea sulla Terra (宇宙大怪獣ギララ?, Uchū daikaijū Girara, lett. "Mostro gigante spaziale Girara") è un film del 1967 diretto da Kazui Nihonmatsu.
Pellicola di fantascienza giapponese sul filone dei mostri kaiju devastatori, in voga nella seconda metà del Novecento. Il film conta su un cast internazionale con personaggi ed interpreti nipponici e statunitensi.

## Trama
Tardo XX secolo. La spedizione spaziale internazionale verso il pianeta Marte, per mezzo di un'astronave di avanguardia, si imbatte all'improvviso in un misterioso oggetto alieno, che ricopre parte dello scafo di una materia biancastra e di oggetti luminescenti simili a uova.
Prelevato un campione e isolato in una teca, viene portato sulla Terra per essere studiato quando, poco tempo dopo, il contenitore viene trovato infranto e appaiono delle tracce simili a quelle di un animale che conducono fuori dall'impianto. Ben presto la minaccia si palesa sotto forma di enorme mostro rettiloide battezzato Guilala, che reca devastazione per il Giappone, prediligendo il materiale radioattivo come apporto energetico.
Lo studio della matrice delle uova da parte della Dottoressa Lisa permetterà di ricavare un composto chiamato guilalium che, a contatto con il mostro, gli causerà la regressione allo stato primitivo di uovo, in modo da essere poi rispedito nello spazio.

## Curiosità
- Nel cast si segnalano la presenza dell'attore nipponico Eiji Okada, conosciuto per il film francese di culto Hiroshima mon amour (1959), e del comico Shinichi Yanagisawa, stimato in Giappone, nel ruolo di un astronauta ridanciano. In più è stata l'ultima apparizione dopo una brevissima carriera di attrice di pellicole giapponesi per Peggy Neal, americana, laureatasi presso la Sophia University di Tokyo. La Neal ha, però, fatto un incredibile ritorno al cineman dopo ben cinquant'anni, con il film Great Buddha arrival (2019), remake di un originale giapponese del 1934, e prodotto con una raccolta di fondi crowfunding via rete.
- Il titolo italiano non ha nulla a che fare con la trama ma è di puro richiamo, soprattutto per la contemporanea uscita di Odissea nello spazio di Stanley Kubrick.
- Distribuito nei paesi di lingua inglese con il titolo The Monster X from Outer Space, è stato riadattato in forma parodistica e satirica nel film The Monster X Strikes Back: Attack the G8 Summit del 2008.